# Piegaio
Piegaio (frazione) è un villaggio della Val Pedogna, sulle Alpi Apuane meridionali. Il paese è oggi una frazione del comune di Pescaglia in provincia di Lucca, nell'Italia centrale.
Gli abitanti, detti piegaini, sono 265 al 31/12/2015.
Il villaggio si suddivide in varie località abitate
- Piegaio Alto
- Piegaio Medio
- Piegaio Ovest
- Piegaio Est
- Buriana
- Il Molinetto
- La Fabbrica, Torsica e Bargana che compongono Piegaio Basso

## Confini e descrizione geografico fisica del territorio
I confini della frazione corrispondono a quelli del vecchio comune di Piegaio (secoli XIII - XVIII). Piegaio confina a SUD con Fiano, a OVEST con Convalle, a NORD OVEST con Pescaglia, a NORD, NORD EST e EST con Gello, a SUD EST con Fondagno. Tutti i paesi confinanti fanno parte del Comune di Pescaglia. Il territorio è descritto dalla tavola del vecchio catasto denominata "Sezione di Piegaio", i rilievi di questa mappa furono eseguiti alla metà del XIX secolo.
Piegaio è bagnato dai seguenti corsi d'acqua:
- Torrente Pedogna, che scorre da OVEST a EST e segna il confine meridionale del territorio piegaino; il torrente nasce dal monte Prana, in comune di Camaiore (LU) e si getta nel fiume Serchio presso Diecimo (Borgo a Mozzano - LU).
- Solco della Buca delle Mulina. Nasce da una sorgente carsica e segna il confine con il territorio di Convalle. Si getta dopo brevissimo corso nel torrente Pedogna (affluente di sinistra). Nonostante la limitatissima lunghezza questo torrentello è assai importante per la portata notevole e stabile nei mesi estivi; ciò ne ha fatto un elemento decisivo per lo sviluppo dell'agricoltura e dell'industria.
- Rio di Piegaio. Nasce in località Guirica e scorre sul versante meridionale dello spartiacque tra le val di Turrite e Pedogna. Si getta in quest'ultimo torrente a Piegaio Basso, dopo aver bagnato le località di Molinetto, La Fabbrica e Torsica.
- Solco di Rigoglia. Nasce sulle pendici dello spartiacque Turrite/Pedogna, ne percorre brevemente il versante meridionale e si getta nella Pedogna. Questo solco scorre in una suggestiva gola ed origina, nel suo ultimo tratto, una graziosa valletta.
- Solco del Ringuillaglio (denominato sulle tavole catastali Rio dell'Anguillara). Nasce in località Il Colle, percorre in un'ombrosa vallecola il versante meridionale dello spartiacque Turrite/Pedogna e si getta in quest'ultimo torrente in località Al Piaggione. Segna il confine orientale del territorio di Piegaio.

Il territorio di Piegaio è compreso tra i 200 e 976 m slm (monte Botronaccio). La parte pianeggiante è estremamente ridotta e comprende pochi ettari situati lungo il torrente Pedogna e nella valletta laterale di Rigoglia. Il resto dei terreni hanno pendenze abbastanza forti.
Oggi sono comunemente considerate come parte del territorio piegaino le aree a SUD del torrente Pedogna alle pendici del monte della Torretta e del Monte Conserva. In realtà, pur appartenendo, fin dal XVIII secolo, molti boschi e terreni agricoli della zona a famiglie di Piegaio, qui ci troviamo nella sezione di Fiano. La viabilità oggi esistente, formata da piste forestali, rende però raggiungibile la zona in pochi minuti da Piegaio, mentre essa è assai distante da Fiano.

## Storia
Secondo gli studiosi di toponomastica il nome di Piegaio ha origini latine, così come quello di Buriana, una delle località del paese. L'ipotesi secondo cui il nome proverrebbe dal monte di Fiano, un tempo detto monte Gaio, pare assai discutibile in quanto nelle carte più antiche il nome del paese era "Plagaja". Si può pensare che il centro sia stato fondato dagli assegnatari dei terreni al tempo della colonizzazione romana (dopo il 180 a.C.). Il territorio era però già abitato prima dell'annessione ai domini di Roma ed a testimoniarlo ci sono i ritrovamenti archeologici effettuati nella zona tra il Pian delle Pentole e le Foci di Gello (monte Cuculiera), a poca distanza da Piegaio, dove sono evidenti le tracce della presenza dei Liguri Apuani. Secondo gli studiosi l'insediamento della Cuculiera fa parte di una rete di presidi liguri, risalenti alla metà del II secolo a.C., posti a difesa del territorio nel momento in cui, da SUD, i romani iniziarono una penetrazione aggressiva, culminata con la fondazione delle colonie di Lucca (180 a. C.) e Luni (177 a. C.). Anche il toponimo di Bargana (Piegaio basso) sembra esser ligure, derivando come Barga, Bargecchia, Bargetana ed altri simili diffusi in provincia di Lucca, dal termine usato dai liguri per designare le capanne in cui abitavano. Il santo titolare della chiesa parrocchiale di Piegaio è San Bartolomeo; normalmente le prime comunità cristiane intitolavano le loro chiese ai santi apostoli, quindi si potrebbe pensare che la comunità di Piegaio fosse già abbastanza abitata, tanto da avere una propria chiesa, ai tempi della caduta dell'Impero romano d'Occidente. Uscendo dal campo delle ipotesi, l'esistenza di Piegaio è documentata da una pergamena del 1072 conservata nell'Archivio Arcivescovile di Lucca. La Val di Pedogna, vista la sua vicinanza alla città di Lucca, finì precocemente nell'orbita politica del nascente stato lucchese e, nel XIII secolo, fu inserita nella Vicaria di Coreglia. La chiesa di San Bartolomeo in Piegaio è citata nell'estimo delle chiese della diocesi di Lucca del 1260. La parrocchia di Piegaio era compresa nel piviere di Diecimo. Solo presso la pieve si poteva amministrare il sacramento del battesimo e seppellire i morti; nel 1407 le parrocchie di Convalle e Piegaio risultano unite e nel 1412 ottengono il fonte battesimale, che però fu collocato nella chiesa di San Simone e Giuda di Convalle. Solo nel 1586 la comunità parrocchiale di Piegaio si staccò da quella di Convalle ed a quel punto anche la chiesa di San Bartolomeo ebbe il suo fonte. Dal punto di vista amministrativo, nel secolo XVI (1562), Piegaio passò nella nuova vicaria di Borgo a Mozzano della quale avrebbe fatto parte fino al 1602. I mutamenti nell'assetto amministrativo erano dovuti al fatto che, dopo il 1430, gli estensi, signori di Ferrara e Modena erano penetrati nella valle del Serchio; si venne quindi a creare una situazione molto complessa, con i confini della Repubblica di Lucca e del Ducato di Modena che avevano assunto un andamento assai sinuoso, che vedeva la presenza di molte enclavi. La punta più meridionale della provincia estense di Garfagnana era rappresentata dalla Vicaria di Trassilico ed in particolare da Fabbriche di Vallico, villaggio situato sulla Turrite Cava, a poca distanza dai centri lucchesi di Motrone, Cune, Colognora, Vetriano, Villa a Roggio, Gello, Piegaio, Pescaglia e Convalle. La tensione tra i due stati sfociò in conflitti aperti, detti guerre di Garfagnana, nel periodo a cavallo tra il XVI e il XVII secolo. La Val Pedogna era quindi considerata di importanza strategica dal governo lucchese. Furono costruite varie fortificazioni ed in particolare le cinte murarie di Pescaglia e Colognora. Probabilmente anche altri paesi erano in qualche modo fortificati. I documenti ci forniscono un quadro completo dei reparti militari che a quell'epoca stanziavano nella valle. I soldati presidiavano permanentemente Pescaglia, Piegaio, Gello, Villa a Roggio, Colognora e Vetriano. In un rapporto del 23 gennaio 1603, redatto per l'Offizio di Milizia di Cortile (oggi conservato all'Archivio di Stato di Lucca), si trova registrato che a Piegaio stanziavano 24 archibugieri e 6 moschettieri. Passato il periodo delle guerre di Garfagnana la vita assunse, fino alla fine del XVIII secolo, un carattere placido, contrassegnato dallo scorrere delle stagioni, dall'attività agricola e dalle feste religiose. La val Pedogna, come tutte le montagne lucchesi, era povera e la vita era assai dura. Piegaio aveva il vantaggio della presenza di alcune attività pre industriali. La ricchezza d'acqua favorì, già nel Medioevo, l'insediarsi delle ferriere (attestate a Piegaio nel 1481), in seguito furono anche aperte cartiere (la più antica è del XVII secolo) e filande. Nonostante questo anche i piegaini, fin dal XVII secolo, spesso scelsero di emigrare per migliorare la loro condizione. Queste migrazioni erano possibili in quanto i contadini erano in gran parte piccoli proprietari dei terreni che coltivavano. Non erano dunque legati a un padrone e d'altro canto la mezzadria, nello stato lucchese, al contrario che in Toscana, era una forma contrattuale relativamente poco diffusa. Le prime migrazioni di cui si ha notizia, come detto, risalgono al secolo XVII ed erano stagionali; terminato il lavoro di essiccazione delle castagne, nel mese di dicembre, molti boscaioli di Piegaio si recavano in Corsica, dove restavano a lavorare fino all'inizio della primavera. In Corsica la presenza di sudditi dello stato lucchese era fortissima, tanto che questi parteciparono alle ribellioni contro i genovesi. A testimoniare gli antichi rapporti con la Corsica, a Piegaio si trova, nei boschi vicino al paese, un monumentale pino laricio ultracentenario. La pianta fu portata proprio dalla Corsica, alla fine del XIX secolo, da un boscaiolo. Al secolo XVIII risale l'unico Statuto della comunità di Piegaio che gli archivi ci hanno tramandato. Nella repubblica di Lucca ciascuna delle comunità soggette possedeva notevole autonomia, un proprio parlamento ed uno statuto che ne regolava la vita amministrativa. Le comunità facevano parte di una vicaria, ma essa aveva un ruolo amministrativo solo a livello giudiziario, di polizia e di organizzazione militare. Il Commissario che reggeva la Vicaria (anticamente vicario) era infatti giudice di primo grado e responsabile, nei confronti del governo centrale, del buon funzionamento dell'apparato militare presente sul territorio. Per il resto i parlamenti paesani erano quelli che amministravano il territorio. Con l'invasione della Repubblica di Lucca da parte dei francesi, nel 1799, vi furono vari cambiamenti. Nella capitale si insediò un governo democratico di stampo giacobino, dando così luogo ad una repubblica democratica di modello francese, che soppiantò quella aristocratica ed oligarchica preesistente.

## Economia
Storicamente l'economia si basava sulle seguenti attività:
A) Agricoltura
B) Silvicoltura
C) Allevamento
D) Industria siderurgica
E) Industria Cartaria
F) Industria Serica
G) Terziario
Fino alla metà del XX secolo la quasi totalità della popolazione era impegnata nell'agricoltura, nella selvicoltura e nell'allevamento ed anche operai ed artigiani, alla fine della giornata di lavoro, collaboravano con il resto della famiglia nella coltivazione dei terreni. Le produzioni tradizionali erano rappresentate da castagne, noci, frutta, grano, canapa e ortaggi. Connessa con l'agricoltura era l'attività di molitura, che si esercitava in varie piccole strutture, azionate grazie alla forza idraulica fornita dal Rio di Piegaio e dal Solco delle Mulina. La coltivazione della patata era stata introdotta nel secolo XVIII, ma inizialmente i contadini erano restii a coltivarla in quanto la trovavano insipida e le preferivano la più saporita farina di castagne. In un territorio caratterizzato dalle forti pendenze la maggior parte dei terreni non erano coltivabili, di conseguenza importantissima è sempre stata la silvicoltura. In particolare era coltivato il castagno. La castanicoltura è un'attività assai particolare, che in parte è assimilabile ad un'attività agraria ed in parte ricade nel campo più specificamente selvicolturale. I castagneti da frutto (in tutta la Lucchesia chiamati selve) sono composti, per la quasi totalità, da piante innestate. Si tratta quindi di un qualcosa di diverso da un bosco, anche se, come in un bosco e a differenza che in un frutteto, il suolo viene completamente ombreggiato dalle chiome degli alberi. A Piegaio i castagneti da frutto occupavano, fino alla seconda guerra mondiale, più della metà del territorio e l'80% della superficie boscata. Le castagne venivano in grandissima parte trasformate in farina. Di conseguenza moltissimi erano i seccatoi, localmente detti metati. Le castagne secche venivano macinate nei molini locali. Le cultivar di castagno censite a Piegaio nel 1958 dal CNR erano:
- Paretona
- Nerona
- Carpinese
- Malinconese
- Ogliola
- Pastinella
L'industria siderurgica è certamente la più antica e caratteristica a Piegaio. Le prime ferriere sono attestate nel XV secolo. Nel secolo XVIII i prodotti delle ferriere (localmente dette “distendini”) di Piegaio venivano esportati principalmente in Corsica. Alcuni piegaini decisero poi di trasferirsi definitivamente sull'isola aprendo in loco delle nuove fabbriche. Questo provocò la dura reazione del parlamento della comunità, che espressamente proibì di tenere contatti con questi emigrati, che avevano reso noti, fuori dallo stato di Lucca, preziosi segreti industriali, finendo per danneggiare le esportazioni di manufatti in ferro. Non trascurabile era l'impatto ambientale delle antiche ferriere che consumavano notevoli quantità di carbone di castagno. Alla metà del XX secolo si ricordano attive due ferriere a Piegaio, e altre due gestite da famiglie del paese e situate nelle vicinanze, nei territori di Convalle e Villa a Roggio (entrambi villaggi della Val di Pedogna). L'ultima ferriera di Piegaio è stata chiusa una ventina di anni fa, ma la famiglia Galgani, a pochi chilometri dal paese, in località Pié Lucese (Convalle), fa ancora funzionare un opificio che si basa sui macchinari del XVIII secolo, ovvero la tromba del vento (o tromba idroeolica) e il maglio ad acqua. Questa è l'ultima ferriera idroeolica rimasta sulle Alpi Apuane (quella Graziani di Gragliana in Val di Turrite Cava è stata recentemente chiusa, mentre la Barsi di Candalla, in Valle del Rio Lombricese, non utilizza più la tromba del vento). 
La prima cartiera fu aperta a Piegaio nel XVII secolo. La fabbrica apparteneva alla famiglia patrizia dei Montecatini. Nel XVIII secolo lo stabilimento passò ad una società composta da altre due note famiglie del patriziato lucchese, i Balbani e i Conti, cui si unirono i Pollera, industriali cartari. In seguito i Pollera rilevarono l'intera società ed aprirono un'altra cartiera nelle vicinanze. All'epoca la carta era prodotta dagli stracci e veniva esportata all'estero. La Repubblica di Lucca infatti cercò di favorire l'industria cartaria sottoponendola a una tassazione ridottissima; in tal modo i prodotti lucchesi erano molto concorrenziali e venivano acquistati in Portogallo, Marocco, Sicilia, vicino oriente e Inghilterra. Il grande sviluppo delle cartiere lucchesi continuò fino ai primi del XIX secolo, quando esso subì un arresto a causa delle guerre e del blocco continentale. Nel 1823 venne inventata la carta di paglia ed in breve tempo gli stabilimenti di Piegaio furono riconvertiti per la produzione di quest'ultimo tipo di carta. Nel XX secolo esistevano in zona due cartiere, una a Piegaio, in località La Fabbrica (Piegaio Basso), l'altra a Gello in località Molin della Volpe. Nel 1970 la cartiera di Piegaio, di proprietà dei Cardella, manteneva in gran parte le strutture del XVIII secolo e continuava a produrre la caratteristica carta di paglia utilizzando per la macerazione l'acqua di due gore, una proveniente dal Rio di Piegaio, l'altra dalla Buca delle Mulina. Proprio la tipologia antiquata dello stabilimento ne provocò la chiusura, che intervenne prima del 1975. La proprietà giudicò infatti poco conveniente dotare una struttura del genere degli impianti di depurazione. Oggi la cartiera è un bell'esempio di archeologia industriale e la recente trasformazione in appartamenti è stata fatta senza alterarne le strutture esterne.
Nella Repubblica di Lucca la produzione dei drappi serici di maggior pregio era riservata alla corporazione urbana dei testori, di conseguenza, fino al XVIII secolo, la gran parte dei telai attivi si trovava dentro le mura della capitale e gli artigiani che li facevano funzionare erano rigorosamente di sesso maschile. In campagna l'industria serica si affermò solo quando iniziò in modo importante la bachicoltura. Nei secoli XVIII e XIX sorsero varie filande. A Piegaio una era certamente attiva in prossimità della cartiera e un'altra si trovava in località Trebbio, sul territorio di Convalle, ma a poche centinaia di metri dalla prima. Solo con la ine del XIX secolo anche nelle famiglie contadine si iniziò a lavorare la seta al telaio producendo tessuti poveri come il filaticcio (vedi seta. Manca a tutt'oggi uno studio approfondito sulle filande funzionanti nel contado lucchese.
L'economia terziaria, legata soprattutto al piccolo commercio, si affermò a Piegaio dalla seconda metà del XIX secolo. L'apertura della moderna rotabile di fondovalle permise infatti ai carri di giungere in paese provenienti da Diecimo e dalla media valle del Serchio. Per la sua posizione Piegaio divenne allora il riferimento commerciale dei piccoli paesi della Val di Pedogna, in parte anche di quelli dell'alta val di Turrite, di Fiano e Loppeglia (in val Freddana). Lo stesso capoluogo comunale (Pescaglia) vide, per un periodo, terminare la rotabile più prossima in località Trebbio. In conseguenza di questo a Piegaio sorsero alcune osterie, vendite di generi alimentari, la stazione di fermata della diligenza per Lucca ed in seguito (1896) l'Ufficio Postale e la farmacia. A Ovest dei nuclei storici di Piegaio Basso (Torsica e La Fabbrica) si sviluppò, sul territorio di Convalle, il centro di fondovalle di Trebbio, posto lungo la carrozzabile e all'innestarsi su questa delle mulattiere per Fiano (Fiano di Pescaglia), Pescaglia e Camaiore. Lo stabilirsi a Piegaio di un'importante fiera fu un logico effetto delle mutate condizioni. Con la seconda metà del XIX secolo vide un impulso nuovo anche il turismo.

## Folklore, Tradizioni, Dialetto
La festa patronale di Piegaio si celebra il 24 agosto (San Bartolomeo). In buona parte le tradizioni legate all'evento sono scomparse dopo il 1980. In passato quasi tutte le famiglie preparava la vigilia della festa le torte tradizionali che venivano cotte nei forni a legna. Tutte le torte a parte una (la scarpaccia, vedi sotto) venivano fatte riposare durante la notte e consumate il giorno successivo. Per San Bartolomeo a Piegaio Basso (località di Bargana, Torsica e La Fabbrica) si teneva un'importante fiera che si è estinta verso il 1985. Permane tutt'oggi l'uso di fare una processione e la luminara che si limita al paese alto e alla località Alla Chiesa.
Elenco di credenze popolari attestate a Piegaio nel XX secolo:
- Il Linchetto, qui conosciuto anche come Buffardello (ma Linchetto è il termine più utilizzato)
- gli Streghi; vedi Strego
- la convinzione che non si potesse bere alle fontane durante la notte (uno spirito sarebbe entrato nel corpo di chi avesse bevuto)
- Il Gatto Mammone, credenza legata agli streghi
- Gli Spiriti o i Morti, ovvero la possibilità per i defunti di manifestarsi nel mondo dei vivi facendo in genere del male
- Le fate Fata; nessuna leggenda particolareggiata in proposito, ma si segnala la presenza, sul territorio del vicino paese di Convalle, di una cavità detta Buca delle Fate (NB in lucchese grotta = buca).
La cucina tradizionale di Piegaio è quella della montagna lucchese e dell'area apuana. Non si trovano dunque nella tradizione del luogo preparazioni quali le torte verdi dolci (tipiche della pianura lucchese e di quasi tutte le Pizzorne), la Panzanella e la garmugia (zuppa a base di carne anch'essa tipica della città di Lucca e della pianura che la circonda).
Piatti autenticamente piegaini sono invece:
- Torta di Pane (a base di pane ammollato e bietola, con i becchi e sempre salata)
- Scarpaccia (caratteristica torta salata da consumare calda)
- Biroldo (sanguinaccio di maiale che si prepara in tutta la Lucchesia, sulle Apuane e in tutta la Garfagnana)
- Tordelli (vedi ravioli; il piatto delle feste per eccellenza - molto simili a quelli di Lucca)
- Polenta di neccio polenta dolce
- Necci
- Quartucci (vedi sgabei)